# Hoffmannia refulgens
Hoffmannia refulgens är en måreväxtart som först beskrevs av William Jackson Hooker, och fick sitt nu gällande namn av William Botting Hemsley. Hoffmannia refulgens ingår i släktet Hoffmannia och familjen måreväxter. Inga underarter finns listade i Catalogue of Life.